# Pterorthochaetes septemtrionalis
Pterorthochaetes septemtrionalis är en skalbaggsart som beskrevs av Alberto Ballerio 1999. Pterorthochaetes septemtrionalis ingår i släktet Pterorthochaetes och familjen Hybosoridae. Inga underarter finns listade i Catalogue of Life.